# Seznam poitierských biskupů a arcibiskupů
Toto je seznam poitierských biskupů a arcibiskupů.

## Biskupové
- Sv. Agon
- Sv. Hilarius z Poitiers 349–367
- Pascentius
- Quintianus
- Sv. Gelais
- Antheme
- Sv. Maixent d'Agde
- Adelphius 533
- Daniel 541
- Pient 555 oder 557–561
- Pescentius 561
- Marovée 573–594
- Platon 594
- Sv. Venantius Fortunatus 599–610
- Caregisile 614
- Ernnoald 614–616
- Johann I. 616–627
- Dido 629–669
- Ansoald
- Eparchius
- Maximin
- Gaubert
- Godon de Rochechouart ca. 757
- Magnibert
- Bertauld
- Benoit
- Johann II.
- Bertrand I.
- Sigebrand ca. 818
- Friedebert
- Ebroin ca. 839
- Engenold ca. 860
- Frotier I.
- Hecfroi
- Frotier II. ca. 900
- Alboin ca. 937
- Peter I. ca. 963
- Giselbert ca. 975
- Isembert I. ca. 1021
- Isembert II. ca. 1047
- Pierre II. ca. 1087
- Guillaume I. Gilbert 1117
- Guillaume II. Adelelme 1124
- Grimoard 1140
- Gilbert de La Porée 1142
- Calo 1155
- Laurent 1159
- Jean Bellesmains 1162
- Guillaume III. Tempier 1184
- Ademar du Peirat 1197
- Maurice de Blazon 1198
- Guillaume IV. Prévost en 1217
- Philipp Balleos 1224
- Jean IV. de Melun 1235
- Hugo de Châteauroux 1259
- Bl. Gauthier de Bruges 1279
- Arnaud d'Aux (card.) 1306
- Fort d'Aux en 1314
- Jean V. de Lieux 1357
- Aimery de Mons 1363
- Guy de Malsec 1371
- Bertrand de Maumont 1376
- Simon de Cramaud 1385
- kardinál Louis I. de Bar 1391–1395
- Ythier de Mareuil 1395
- Gérard de Montaigu Jun. 1405
- Pierre III. Trousseau 1409
- Ludwig von Bar 1423–1424 (administrátor)
- Hugo de Combarel 1424
- Guillaume V. Gouge de Charpaignes 1441
- Jacques Juvénal des Ursins 1449 (správce biskupství)
- Léon Guérinet 1457
- Johann VI du Bellay 1462
- Wilhelm VI. von Cluny 1479
- Peter IV. d'Amboise 1481
- kardinál Jean de La Trémoïlle 1505
- Claude de Husson 1510
- Louis de Husson 1521
- kardinál Gabriel de Grammont 1532
- kardinál Claude de Longwy de Givry 1541
- Jean d'Amoncourt 1551
- Charles de Pérusse des Cars 1560
- Jean du Fay 1571
- Geoffroy de Saint-Belin 1577
- Henri-Louis Chasteigner de La Roche-Posay 1612
- Gilbert Clérembault de Palluau 1657
- 1680–1685: Hardouin Fortin de La Hoguette
- 1686–1698: François-Ignace de Baglion de Saillant
- 1698–1702: Antoine Girard de Borna
- 1702–1732: Jean-Claude de La Poype de Vertrieu
- 1732–1749: Jérôme-Louis de Foudras de Courcenay
- 1749–1759: Jean-Louis de La Marthonie de Caussade
- 1759–1802: Martial-Louis de Beaupoil de Saint-Aulaire
- 1802–1804: Jean-Baptiste-Luc Bailly
- 1805–1809: Dominique Dufour de Pradt
- 1817–1842: Jean-Baptiste de Bouillé
- 1842–1849: Joseph-Aimé Guitton
- 1849–1880: kardinál Louis-Èdouard-François-Désiré Pie
- 1880–1888: Jacques-Edmé-Henri Philadelphe Bellot des Minières
- 1889–1893: Augustin-Hubert Juteau
- 1894–1911: Henri Pelgé
- 1911–1918: Louis Humbrecht
- 1918–1932: Olivier de Durfort de Civrac
- 1933–1956: Edouard Mesguen
- 1956–1975: Henri Vion
- 1975–1994: Joseph Rozier

## Arcibiskupové (od roku 2002)
- 1994–2011: Albert Rouet (první arcibiskup v roce 2002)
- od 2012: Pascal Wintzer